# Laelaroa fulvicosta
Laelaroa fulvicosta är en fjärilsart som beskrevs av George Francis Hampson 1910. Laelaroa fulvicosta ingår i släktet Laelaroa och familjen tofsspinnare. Inga underarter finns listade i Catalogue of Life.